# 鈴木商会 (北海道)
株式会社鈴木商会（すずきしょうかい）は、北海道札幌市に本社を置く総合リサイクル会社である。

## 概要
北海道内の各地域に拠点を持ち、鉄製品及び非鉄製品の総合リサイクル、家電リサイクル、アルミの再生加工、自動車用中古パーツの販売を行っている。

## 沿革
- 1941年（昭和16年）6月 - 室蘭市に「合名会社鈴木商会」を創立。
- 1953年（昭和28年）8月 - 合名会社鈴木商会の全業務を継承し、株式会社鈴木商会を資本金350万円にて創立。駒谷重幸が代表取締役社長に就任。
- 1954年（昭和29年）10月 - 札幌市菊水に「札幌出張所」を開設。
- 1973年（昭和48年）4月 - 本社を室蘭市から札幌市に移転。
- 1974年（昭和49年）7月 - 札幌市西区発寒に「札幌西事業所」を開設。
- 1980年（昭和55年）3月 - 札幌市東区東雁来町に「札幌東事業所」を開設。
- 1982年（昭和57年）7月 - 石狩市新港に「石狩事業所」を開設。 シュレッダープラント完成。
- 1984年（昭和59年）12月 - 室蘭市東町に「室蘭事業所」を開設。
- 1986年（昭和61年）8月 - 雨竜郡妹背牛町に「深川事業所」を開設。
- 1989年（平成元年）1月 - 河西郡芽室町に「十勝事業所」を開設。
- 1990年（平成2年）11月 - 資本金を1億円に増資。
- 1991年（平成3年）11月 - 資本金を1億2,500万円に増資。
- 1996年（平成8年）9月 - 資本金を1億5,000万円に増資。
- 1999年（平成11年）
  - 5月 - 室蘭市東町にアルミ溶解炉を新設し、 「メタルエンジニアリング部」を開設。
  - 6月 - 資本金を1億9,500万円に増資。
  - 10月 - 駒谷嘉一が代表取締役に就任。
- 2001年（平成13年）
  - 4月 - 家電リサイクル法の再商品化施設として、 「発寒リサイクル工場」を開設。
  - 10月 - 札幌市白石区に「プラネット事業部」を開設し、 大型ランニングソー設備を導入。
- 2002年（平成14年）9月 - 旭川市永山町に「旭川事業所」を開設。
- 2004年（平成16年）
  - 3月 - 旭川市工業団地に「ELV道北」を、 石狩市新港に「ELV道央」を開設。
  - 9月 - 苫小牧市晴海町に「苫小牧事業所」を開設。
  - 11月 - 資本金を2億3,100万円に増資。
- 2005年（平成17年）3月 - 釧路市星が浦に「釧路事業所」を開設。
- 2007年（平成19年）
  - 2月 - 札幌市東区北丘珠に「札幌北事業所」を開設。
  - 5月 - 本社を札幌市中央区に移転。
- 2008年（平成20年）7月 - 北見市開成に「釧路事業所北網ヤード」を開設。
- 2009年（平成21年）4月 - 苫小牧市勇払に「苫小牧アルミ工場」を開設。
- 2010年（平成22年）7月 - 函館市港町に「函館港町埠頭ストックヤード」を開設。
- 2012年（平成24年）5月 - 株式会社エス・ケーカンパニーを合併。
- 2013年（平成25年）7月 - 東京都江東区に「東京事務所」を開設。
- 2014年（平成26年）11月 - 駒谷僚が代表取締役に就任。
- 2015年（平成27年）3月 - 特定労働者派遣業　特01-302465取得。
- 2016年（平成28年）3月 - 資本金を2億8,100万円に増資。
- 2017年（平成29年）8月 - 資本金を9,800万円に減資。
- 2018年（平成30年）9月 - プラネット事業を吸収分割し、「株式会社STエンジニアリング」を設立。
- 2020年（令和2年）11月 - 茅部郡森町に「森事業所」を開設。
- 2022年（令和4年）  6月 ‐ 苫小牧市晴海町に「苫小牧プラ・ファクトリー」を開設。漁網のリサイクルを開始。

## 本社・支店
- 札幌本社
- 札幌西事業所
- 札幌東事業所
- 札幌北事業所
- 石狩事業所
- 苫小牧事業所
- 旭川事業所
- 十勝事業所
- 室蘭事業所
- 深川事業所
- 釧路事業所
- 森事業所
- 石狩新港ヤード
- 函館港町埠頭ストックヤード
- 利尻島ヤード
- 北網ヤード

## 工場
- 発寒リサイクル工場
- 石狩リサイクル工場
- 苫小牧アルミ工場